# Zagajniki
Zagajniki – dawna osada w Polsce położona w województwie dolnośląskim, w powiecie milickim, w gminie Cieszków.
W latach 1975–1998 miejscowość administracyjnie należała do województwa wrocławskiego.
Nazwę zniesiono z 2023 r..